# Sarbanissa albifascia
Sarbanissa albifascia là một loài bướm đêm trong họ Noctuidae.